# Krîvoșîiinți, Skvîra
Krîvoșîiinți (în ucraineană Кривошиїнці) este localitatea de reședință a comunei Krîvoșîiinți din raionul Skvîra, regiunea Kiev, Ucraina.

## Demografie
Componența lingvistică a localității Krîvoșîiinți
     Ucraineană (99,07%)
     Alte limbi (0,93%)
Conform recensământului din 2001, majoritatea populației localității Krîvoșîiinți era vorbitoare de ucraineană (99,07%), existând în minoritate și vorbitori de alte limbi.